# Ungerska invasionerna av Europa

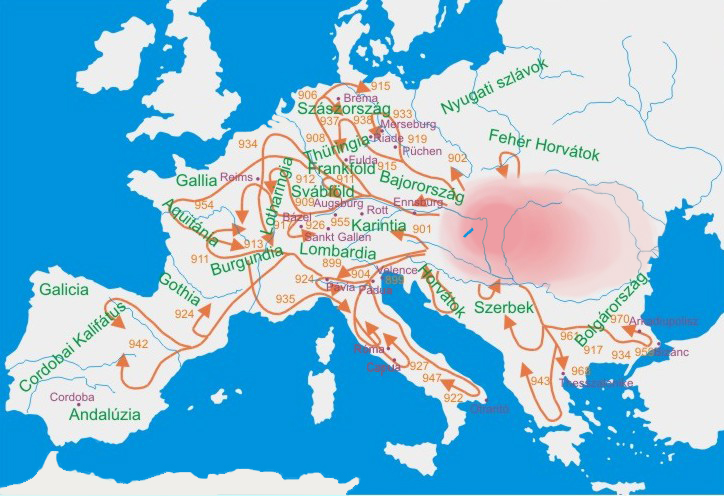
Ungerska invasionerna av Europa

De ungerska invasionerna av Europa syftar på de nomadiska magyariska (ungerska) stammarnas invasioner av Europa, som ägde rum under 800- och 900-talen. De ägde rum under en period av den äldre medeltiden när det kristna Europa, som dominerades av det karolingiska Frankerriket, utsattes för anfall av de hedniska vikingarna från norr, muslimska saracener från det arabiska Abbasidkalifatet från söder, och de hedniska ungerska magyarerna från öster.
De nomadiska magyarerna invandrade på 860-talet österifrån och bosatte sig i det Pannoniska bäckenet. Från denna bas företog de sedan krigståg och invasioner både västerut in i Frankerriket och söderut in i det Bysantinska riket på Balkanhalvön. De magyariska invasionerna västerut stoppades slutligen i slaget vid Lechfeld i Bayern 955, något som gav stabilitet till Västeuropa och gjorde det möjligt att bilda det Tysk-romerska riket 962. Räderna söderut mot det Bysantinska riket fortsatte dock under hela 900-talet. De ungerska invasionerna upphörde slutligen när magyarerna övergick till kristendomen och etablerade det kristna kungariket Ungern år 1000, vilket integrerade Ungern i resten av Europa. 